# Berghain
Il Berghain (pronuncia tedesca: /bɛɐ̯k.haɪn/) è un famoso club techno di Berlino, così chiamato per la sua posizione al confine tra i quartieri Kreuzberg e Friedrichshain.
È considerato uno dei club underground più importanti al mondo. L'influente rivista techno inglese Dj Magazine ha eletto il Berghain come miglior club del mondo nel 2009.
Situato nei pressi della stazione Ostbahnhof, è ospitato all'interno dei locali di una ex centrale elettrica di Berlino Est risalente ai tempi della DDR. Conosciuto in precedenza con i nomi Ostgut e Snax, il Berghain ha aperto ufficialmente nel 2004.
La sala principale, il Berghain, è alta 18 metri e può ospitare fino a 1.500 persone. La programmazione ruota esclusivamente intorno alla techno, deep house, e ai suoni industriali più scuri. La sala al piano superiore è denominata "Panorama Bar", e i dj che vi suonano propongono un'elettronica più sperimentale ed eclettica, dalla house al garage fino alle contaminazioni contemporanee.

## Storia

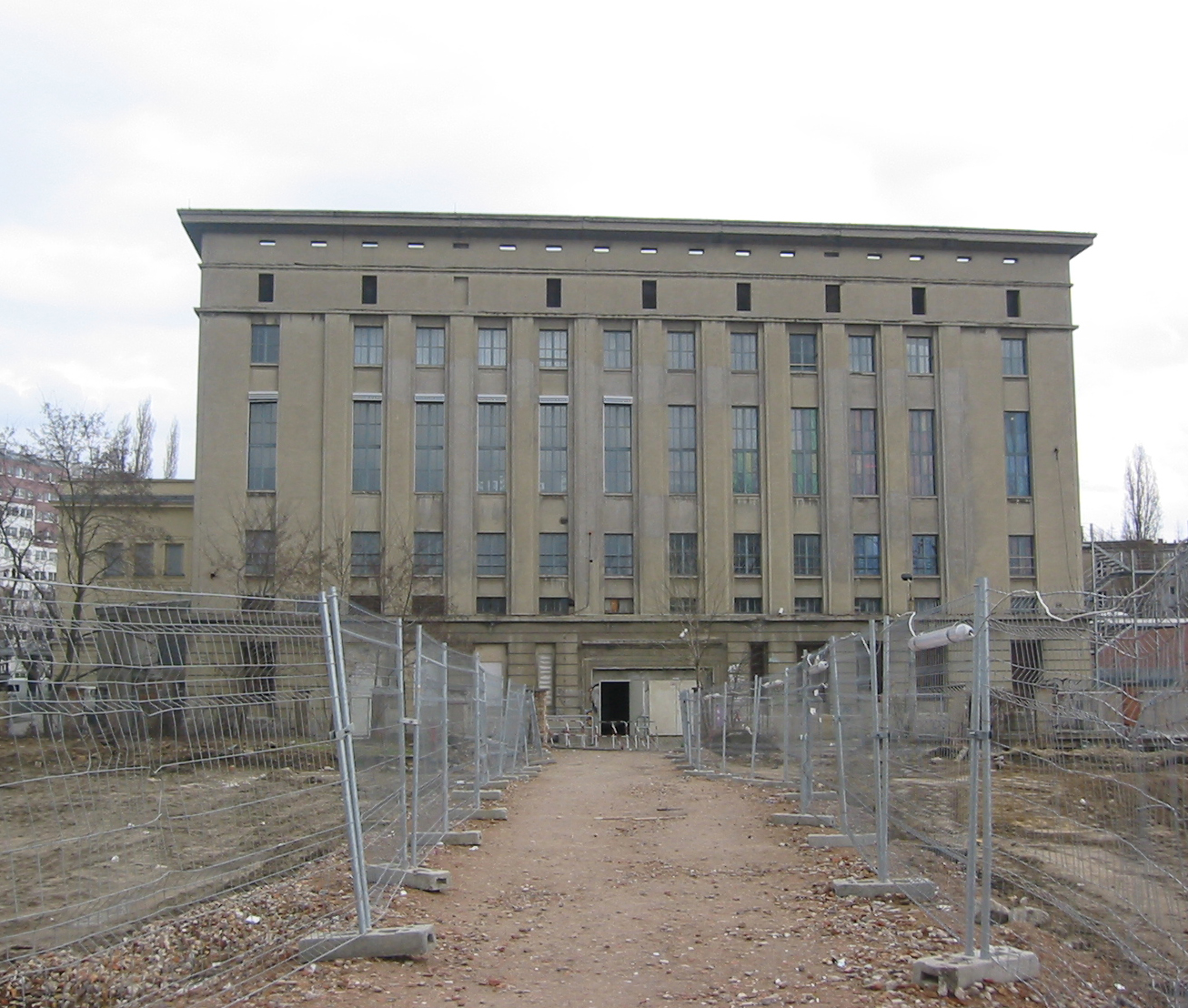
La discoteca Berghain nei dintorni della stazione di Berlino Est a Friedrichshain.

Il Berghain è stato aperto dove vi era un famoso club molto di moda a Berlino nei primi anni 2000, l’Ostgut. Già ai tempi dell’Ostgut, la discoteca ospitava serate techno, oltre ad eventi dedicati alla cultura gay, come la serata “Snax”. In onore proprio della tradizione dell’ex club, ancora oggi, al Berghain, una o due volte l’anno si tengono serate dedicate al mondo gay.
Il club si trova in un ex centrale termoelettrica e di teleriscaldamento costruito nel 1953 e abbandonato negli anni '80. Lo spazio è stato originariamente affittato dalla compagnia energetica Vattenfall, ma è di proprietà esclusiva del club dal 2011. L'edificio ha una sala principale cavernosa con soffitti di 18 metri ed è dominata da acciaio e cemento. Il design degli interni del club, così come i successivi ampliamenti interni ed esterni della sede, sono stati realizzati dallo studio di design berlinese Studio Karhard.
Nel 2016, un tribunale tedesco ha ufficialmente designato il Berghain come istituzione culturale, il che consente al club di pagare un’aliquota fiscale ridotta.

## Discoteca

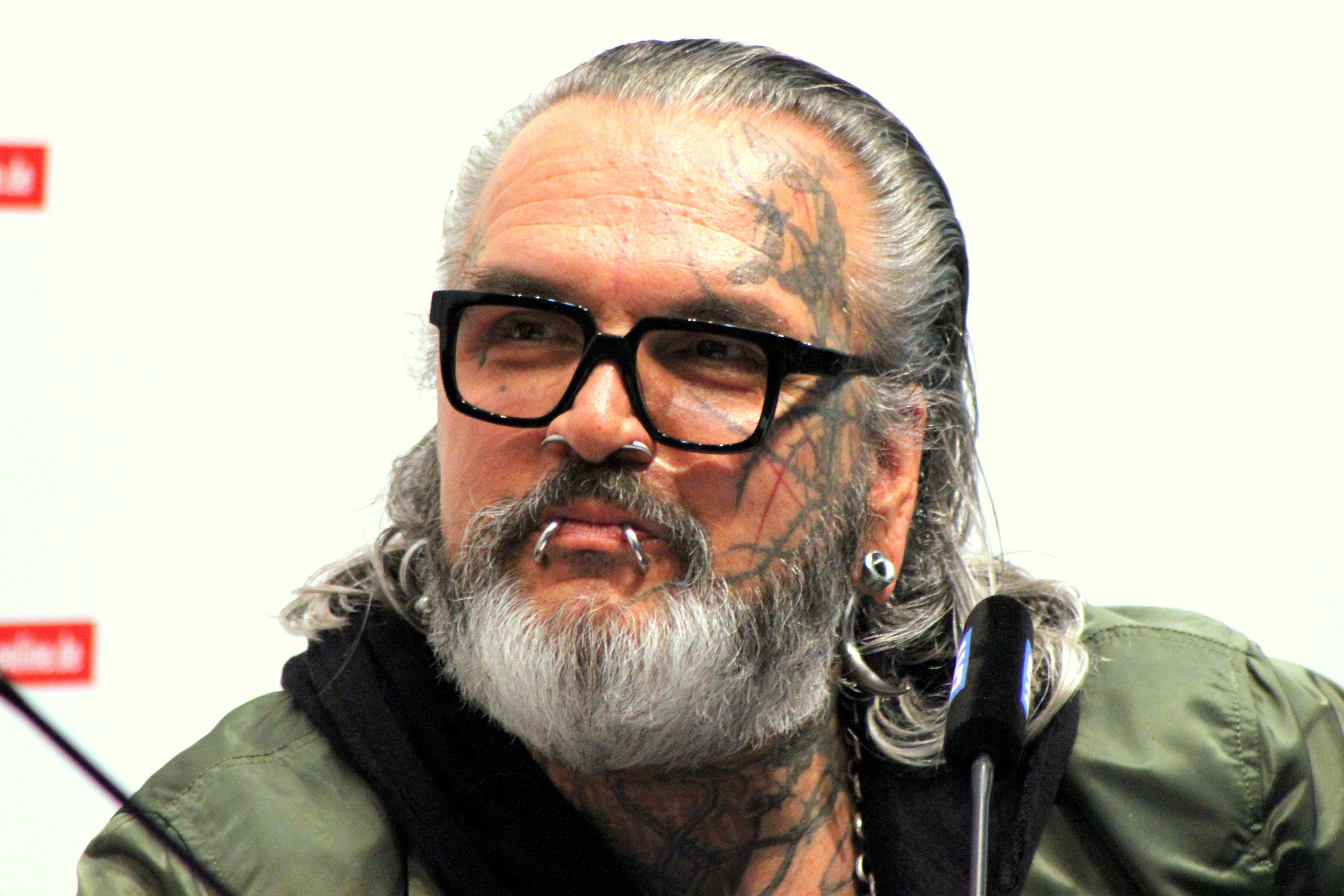
Il capo buttafuori, Sven Marquardt

La sala principale del club è incentrata sulla techno, con uno spazio più piccolo al piano superiore, il Panorama Bar, che propone musica house. Un giardino esterno si apre tra la tarda primavera e l'inizio dell'autunno per ospitare dj set diurni.
Il Berghain ha un sistema audio Funktion-One sulla pista da ballo principale. La sua prima versione, chiamata Dance Stack, è stata installata nel 2005 ed è stata una delle installazioni di club più grandi dell'azienda. Il Dance Stack è stato sostituito con un nuovo sistema Funktion-One aggiornato nel 2023. Il sistema Panorama Bar è stato aggiornato nel 2017 con un sistema line-array a quattro punti con altri sei subwoofer di Studt Akustik.
All'inizio della pandemia COVID-19 in Germania, nel marzo 2020, il Berghain ha chiuso insieme a tutte le altre discoteche di Berlino. Durante l'estate ha ospitato diverse installazioni di arte sonora all'interno dell'edificio e del giardino. Nel settembre 2020, il club al chiuso ha riaperto come spazio artistico, ospitando una mostra intitolata "Studio Berlin" con 115 artisti con sede a Berlino tra cui Tacita Dean, Olafur Eliasson e Wolfgang Tillmans. Dopo 19 mesi, nell'ottobre 2021, il Berghain ha ripreso gli eventi nelle discoteche al chiuso, con gli avventori che dovevano essere vaccinati o essersi ripresi dal COVID-19.

## Lab.Oratory
Nel seminterrato si trova un locale per soli uomini chiamato "Lab.Oratory", che Rolling Stone ha descritto nel 2014 come "conosciuto come il sex club più estremo di Berlino".

## Cultura

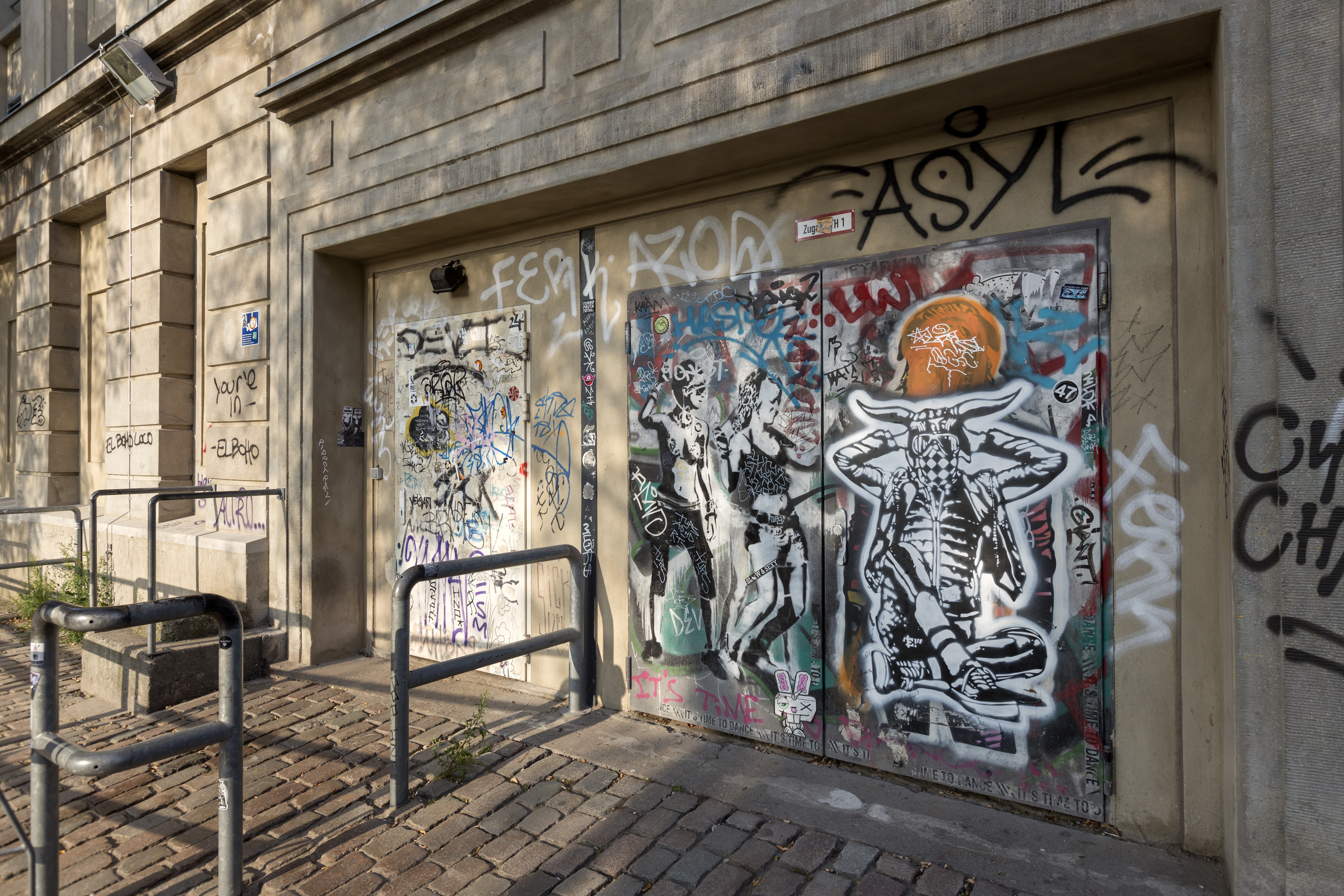
L'entrata del Berghain

Il Berghain è stato associato alla decadenza e all'edonismo. È aperto ininterrottamente quasi tutti i fine settimana, dal sabato sera fino alla tarda mattinata del lunedì. Il club offre stanze buie dedicate all'attività sessuale e orge che i media hanno spesso riferito di ospiti che si abbandonano apertamente ad atti sessuali. Lo Snax Party, che si tiene due volte l'anno, è riservato agli avventori gay.
Non sono ammesse foto all'interno del club, gli avventori sono tenuti a coprire le fotocamere degli smartphone con un adesivo. La politica è stata mantenuta nel 2020, quando il club si è temporaneamente trasformato in uno spazio artistico per la mostra "Studio Berlin" durante la pandemia COVID-19. Nei bagni del club non ci sono specchi, in modo che agli ospiti venga risparmiata "la umiliante umiliazione di vedere i propri volti dopo un'epica sessione di festa".
Uno studio accademico del 2022 ha descritto il Berghain come una “costellazione farmacocolibidica” unica, dove gli orientamenti sessuali possono diventare porosi e i comportamenti preesistenti alterati, a causa dell’ambiente.
La politica di ingresso del club è nota per essere rigorosa e opaca, generando frequenti dibattiti e speculazioni. I buttafuori del club sono stati molte volte accusati di razzismo. Il capo buttafuori Sven Marquardt, che è anche fotografo, è una celebrità minore nella scena techno.